# Misao Okawa
Misao Okawa (大川 ミサヲ, Ōkawa Misao; Osaka, 5 maart 1898 – 1 april 2015) was van 12 juni 2013 tot haar dood de oudste erkende levende mens ter wereld. De toen 115-jarige Japanse verkreeg deze vermelding na het overlijden van haar 116-jarige landgenoot en oudste man ter wereld ooit Jiroemon Kimura. Ze was exact vijf maanden eerder al de oudste vrouw ter wereld geworden, met de dood van haar eveneens 115-jarige landgenote Koto Okubo op 12 januari 2013.

## Levensloop
Ze werd geboren als Misao Aoki en huwde in 1919 met Yukio Okawa. Hij overleed echter al in 1931. Samen kregen ze nog wel drie kinderen. Okawa leefde de laatste jaren van haar leven in een verzorgingstehuis in de buurt van Osaka en werd op 28 augustus 2014 de oudste inwoner van Japan aller tijden als opvolgster van de op 116-jarige leeftijd overleden Tane Ikai. Ook werd ze de eerste persoon in bijna twintig jaar die de grens van 117 jaar passeerde sinds Sarah Knauss uit de Verenigde Staten dat als laatste persoon in 1997 gedaan had.
Ze was op het moment van haar overlijden als net 117-jarige vierde op de lijst van de oudste mensen ooit. Op 1 september 2017 werd haar status als oudste inwoner van Japan ooit verbroken door Nabi Tajima, die ruim een half jaar later ook zou overlijden. 
Okawa overleed enkele weken na haar 117e verjaardag aan hartfalen.